# Grancey-le-Château-Neuvelle
Grancey-le-Château-Neuvelle é uma comuna francesa na região administrativa da Borgonha-Franco-Condado, no departamento de Côte-d'Or. Estende-se por uma área de 27,8 km². Em 2010 a comuna tinha 263 habitantes (densidade: 9,5 hab./km²).